# Tricheremaeus serratus
Tricheremaeus serratus är en kvalsterart som först beskrevs av Michael 1885.  Tricheremaeus serratus ingår i släktet Tricheremaeus och familjen Eremaeidae. Inga underarter finns listade i Catalogue of Life.